# 클리어링
《클리어링》(영어: The Clearing)은 미국과 독일에서 제작된 2004년 범죄 스릴러 영화이다. 피터르 얀 브뤼허가 연출, 공동 각본, 제작을 맡고, 로버트 레드퍼드 등이 출연하였다.

## 출연진
- 로버트 레드퍼드
- 헬렌 미렌
- 윌럼 더포
- 알레산드로 니볼라
- 맷 크레이븐
- 멀리사 세이지밀러
- 웬디 크루슨
- 다이애나 스카위드

## 기타 제작
- 라인 제작: 다라 와인트라우브
- 협력 제작: 자왈 은가
- 배역: 비키 토머스
- 미술: 크리스 고랙
- 의상: 플로렌스이저벨 메긴슨